# Cylindromyiella bakeri
Cylindromyiella bakeri là một loài ruồi trong họ Tachinidae.